# 皮爾波因特 (加利福尼亞州)
皮爾波因特（英語：Pierpoint）是位於美國加利福尼亞州圖萊里縣的一個人口普查指定地區。

## 地理
皮爾波因特的座標為36°08′26″N 118°37′47″W / 36.14056°N 118.62972°W，而該地最高點為海拔高度1410米（即4610英尺）。

## 人口
根據2010年美國人口普查的數據，皮爾波因特的面積為1.056平方千米，當中陸地面積為1.056平方千米，而水域面積為0.000平方千米。當地共有人口52人，而人口密度為每平方千米49人。